# Mayottedrongo
De mayottedrongo (Dicrurus waldenii) is een zangvogelsoort uit de familie van de drongo's en het geslacht Dicrurus. De mayottedrongo is sterk verwant aan de aldabradrongo (ook een eilandendeem) en de kuifdrongo.
De wetenschappelijke naam is een eerbetoon door de auteur (Hermann Schlegel) aan de militair in Britse koloniale dienst en tevens ornitholoog, Arthur Hay (van 1862 tot 1876 bekend als Lord Walden).

## Verspreiding en leefgebied
De mayottedrongo is endemisch op het eiland Mayotte, een Frans overzees departement gelegen in de Indische Oceaan tussen Madagaskar en Mozambique. De vogel heeft een voorkeur voor de meer vochtige delen van de archipel aan de randen van regenwoud en in mangrove, maar wordt ook wel gezien in landschappen in agrarisch gebruik.

## Status
Het leefgebied wordt aangetast door houtkap en intensief agrarisch gebruik door een in aantal toenemende bevolking. De bescherming van formeel ingesteld bosreservaten is zwak. Volgens schattingen uit 2002 en 2004 zijn er nog 2500 paar en bestaat de indruk dat de soort in aantal achteruit gaat. Daarom staat deze drongo als kwetsbaar op de Rode Lijst van de IUCN.